# 北浦町 (瀬戸市)
北浦町（きたうらちょう）は、愛知県瀬戸市長根連区の町名。現行行政地名は北浦町1丁目から4丁目。

## 地理
- 瀬戸市の西部に位置する[8]。西を平町、北を川端町・汗干町、東から南を共栄通と隣接している[8]。
- 住宅と中小工場・商店の混在する地域[8]。
- 4丁目の瀬戸川沿いに瀬戸川緑地が整備され、市民の憩いの場になっている[8]。

### 河川
- 瀬戸川[8] ： 町の北東端、汗干町との境界付近を西流し、町の西端、平町との境界付近を南流している。

- 瀬戸川（北浦町・汗干町境）

### 学区
市立小・中学校に通う場合、学区は以下の通りとなる。また、公立高等学校普通科に通う場合の学区は以下の通りとなる。
| 町丁・丁目  | 番・番地等 | 小学校             | 中学校               | 高等学校 |
| ----------- | ---------- | ------------------ | -------------------- | -------- |
| 北浦町1丁目 | 全域       | 瀬戸市立長根小学校 | 瀬戸市立水無瀬中学校 | 尾張学区 |
| 北浦町2丁目 | 全域       | 瀬戸市立長根小学校 | 瀬戸市立水無瀬中学校 | 尾張学区 |
| 北浦町3丁目 | 全域       | 瀬戸市立長根小学校 | 瀬戸市立水無瀬中学校 | 尾張学区 |
| 北浦町4丁目 | 全域       | 瀬戸市立長根小学校 | 瀬戸市立水無瀬中学校 | 尾張学区 |

なお、北浦町全域において特定区域における校区外通学が認められており、申請をすれば瀬戸市立效範小学校、瀬戸市立南山中学校への進学も可能である。

## 歴史

### 町名の由来
町名設定の際、旧今村の字名である中北・内浦のそれぞれ一文字ずつを採って北浦町と名付けたと推察される。

### 沿革
- 1952年（昭和27年）11月28日 - 瀬戸市大字今字内浦・中北・後田・京保の各一部により、同市北浦町として成立[2]。

## 世帯数と人口
2023年（令和5年）1月1日現在の世帯数と人口は以下の通りである。
| 町丁・丁目  | 世帯数  | 人口  |
| ----------- | ------- | ----- |
| 北浦町1丁目 | 54世帯  | 107人 |
| 北浦町2丁目 | 33世帯  | 62人  |
| 北浦町3丁目 | 53世帯  | 122人 |
| 北浦町4丁目 | 71世帯  | 153人 |
| 計          | 211世帯 | 444人 |

### 人口の変遷
国勢調査による人口の推移
| 1995年（平成7年）  | 535人 | [ 12 ] |  |
| 2000年（平成12年） | 560人 | [ 13 ] |  |
| 2005年（平成17年） | 493人 | [ 14 ] |  |
| 2010年（平成22年） | 499人 | [ 15 ] |  |
| 2015年（平成27年） | 526人 | [ 16 ] |  |
| 2020年（令和2年）  | 468人 | [ 17 ] |  |

### 世帯数の変遷
国勢調査による世帯数の推移。
| 1995年（平成7年）  | 206世帯 | [ 12 ] |  |
| 2000年（平成12年） | 230世帯 | [ 13 ] |  |
| 2005年（平成17年） | 193世帯 | [ 14 ] |  |
| 2010年（平成22年） | 205世帯 | [ 15 ] |  |
| 2015年（平成27年） | 206世帯 | [ 16 ] |  |
| 2020年（令和2年）  | 197世帯 | [ 17 ] |  |

## 交通

### 鉄道
愛知環状鉄道・愛知環状鉄道線 ： 1丁目と2丁目の境界付近を南北に走っている。最寄り駅は瀬戸市駅。
※町内は走っていないが、名鉄瀬戸線の新瀬戸駅・水野駅も最寄りの駅である。
- 愛知環状鉄道線（北浦町内）

### バス
瀬戸市コミュニティバス「こうはん線」
- イオン瀬戸みずの店 - 東山町 - 陶生病院 系統が走っているが、町内にバス停はない。最寄りのバス停は、やすらぎ会館バス停・共栄通バス停になる。

※町内は走っていないが、名鉄バス「本地ヶ原線」【36】【50】【51】【52】系統の瀬戸商工会議所前バス停も最寄りのバス停である。

### 道路
- 愛知県道22号瀬戸環状線 ： 4丁目の中央部を南北に通っている。
- 愛知県道208号上半田川名古屋線 ： 3丁目と4丁目の境界部を南北に通っている。

## その他

### 日本郵便
- 郵便番号 : 489-0915[6]（集配局：瀬戸郵便局[18]）。